# 401년

## 연호
- 동진(東晉) 융안(隆安) 5년
- 고구려(高句麗) 영락(永樂) 11년
- 후연(後燕) 장락(長樂) 3년 / 광시(光始) 원년
- 후진(後秦) 홍시(弘始) 3년
- 북위(北魏) 천흥(天興) 4년
- 후량(後凉) 함녕(咸寧) 3년 / 신정(神鼎) 원년
- 남량(南凉) 건화(建和) 2년
- 북량(北凉) 천새(天璽) 3년 / 영안(永安) 원년
- 남연(南燕) 건평(建平) 2년
- 서량(西凉) 경자(庚子) 2년

## 기년
- 동진(東晉) 안제(安帝) 5년
- 북위(北魏) 도무제(道武帝) 16년
- 신라(新羅) 내물 마립간(奈勿麻立干) 46년
- 고구려(高句麗) 광개토왕(廣開土王) 11년
- 백제(百濟) 아신왕(阿莘王) 10년

## 문화
아우렐리우스 아우구스티누스(이른바, 성(聖) 아우구스티누스)의 <고백록> 완성